# Formula Renault 2.0 Northern European Cup
Formula Renault 2.0 Northern European Cup eller Formula Renault 2.0 NEC, är en racingserie som körs med Formel Renault 2.0-bilar i norra Europa (Tyskland, Nederländerna och Belgien). Mästerskapet startades 2006, då det ersatte Formula Renault 2.0 Germany och Formula Renault 2.0 Netherlands.

## Säsonger
| År   | Mästare                | Tvåa                   | Trea              |
| ---- | ---------------------- | ---------------------- | ----------------- |
| 2006 | Filipe Albuquerque     | Chris van der Drift    | Xavier Maassen    |
| 2007 | Frank Kechele          | Tobias Hegewald        | Valtteri Bottas   |
| 2008 | Valtteri Bottas        | António Félix da Costa | Tobias Hegewald   |
| 2009 | António Félix da Costa | Kevin Magnussen        | Marco Sörensen    |
| 2010 | Ludwig Ghidi           | Mikkel Mac             | Jeroen Mul        |
| 2011 | Carlos Sainz Jr.       | Daniil Kvyat           | Stoffel Vandoorne |
| 2012 | Jake Dennis            | Jordan King            | Josh Hill         |
| 2013 | Matt Parry             | Jack Aitken            | Dennis Olsen      |
| 2014 | Ben Barnicoat          | Louis Delétraz         | Seb Morris        |